# Ramalina fragilis
Ramalina fragilis är en lavart som beskrevs av Aptroot & Bungartz. Ramalina fragilis ingår i släktet Ramalina och familjen Ramalinaceae.   Inga underarter finns listade i Catalogue of Life.